# Station Vatnahalsen
Het Station Vatnahalsen is een halte in Vatnahalsen in de gemeente Aurland. De halte ligt aan Flåmsbana. Het station, gelegen op ruim 800 meter hoogte, werd gebouwd in 1941.